# Kati Heck
Pour les articles homonymes, voir Heck.
Kati Heck, née en 1979 à Düsseldorf (Allemagne), est une artiste, sculptrice et artiste peintre allemande, basée à Anvers. Bien que son travail englobe l'installation sculpturale, le court métrage et la photographie, elle est surtout connue pour ses peintures à grande échelle.

## Biographie
Heck a montré des œuvres à l'international dans de nombreuses expositions, notamment Art Brussels à la Galerie Annie Gentils, Bonds of Love à John Connelly Presents à New York et 59 STE Badischer Kunstpreis au Museum Baden. Elle est représentée par John Connelly Presents à New York, la Tim Van Laere Gallery à Anvers et Marc Selwyn Fine Art à Los Angeles.
À 19 ans, Kati Heck vient à Anvers, en Belgique, pour étudier la mode, mais choisit la peinture à la place. Sa formation classique en peinture se retrouve dans son travail, souvent très figuratif.

## Expositions individuelles

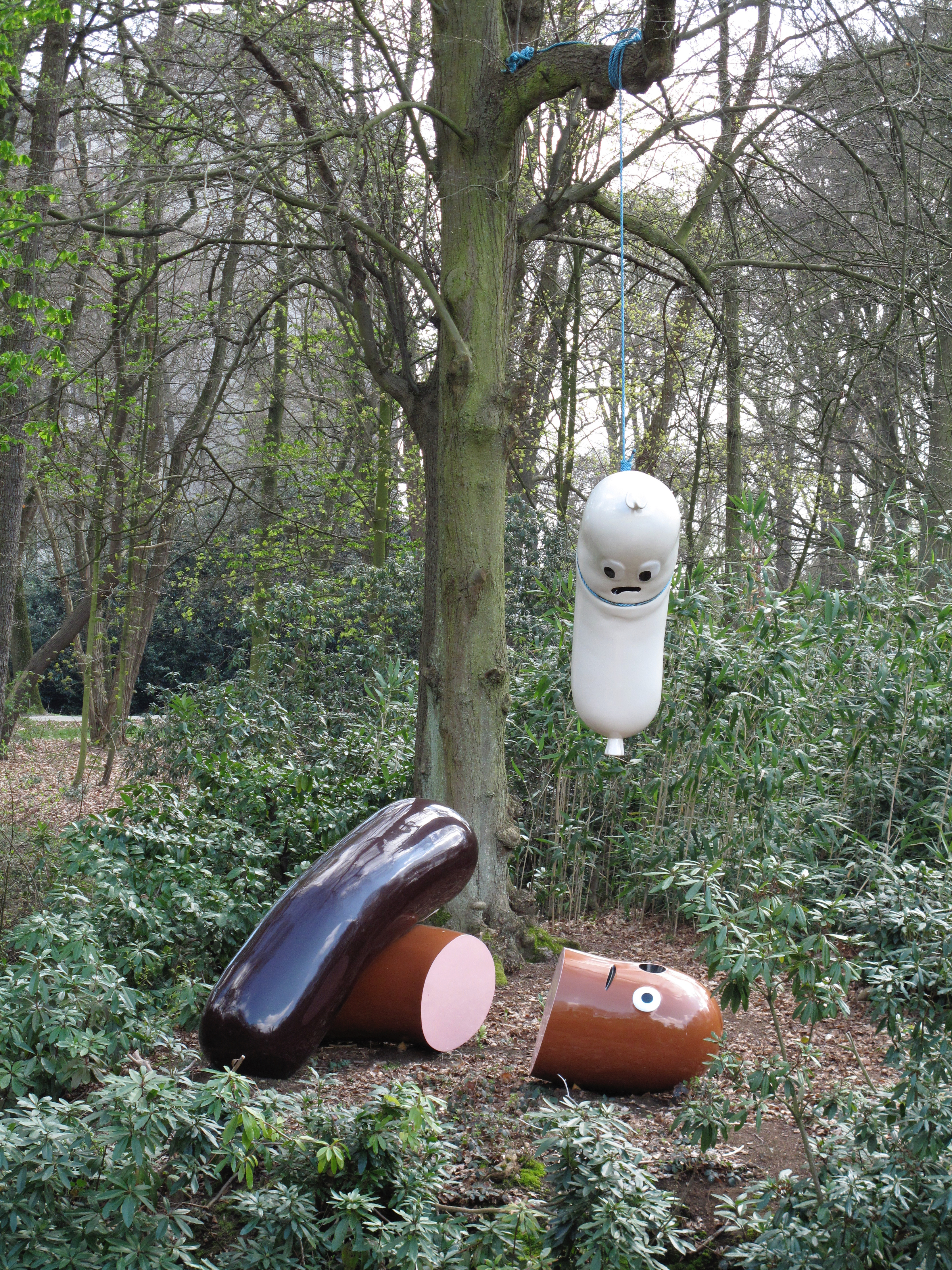
Dabei Sein Ist Alles, 2006.

- 2005 : Die Grosse Egale, Galerie Annie Gentils, Antwerp, BE
- 2006 : Prost Mahlzeit, Marc Selwyn Fine Art, Los Angeles, US
- 2006 : W139, Amsterdam, NL
- 2007 : Heisse Bräute und Geile Würste, Galerie Annie Gentils, Antwerp, BE
- 2008 : Bonzenspeck und Prollgehabe, Museum Het Domein, Sittard, NL
- 2008 : Gsuffa, der eiserne Pomoment, Mary Boone Gallery, NYC, US
- 2009 : Vier Leute passen in ein Taxi, Stella Lohaus Gallery, Antwerp, BE
- 2009 : The Nono und die Fratzenpleite, Marc Selwyn Fine Art, Los Angeles, US
- 2010 : Solanum Tuberosum, Tauben sprechen kein Deutsch, Atelierschiff der Stadt Frankfurt, DE
- 2010 : Bremsspuren, Galerie Mario Mauroner, Vienna, AT
- 2011 : Multikulti Sause, Tim Van Laere Gallery, Antwerp, BE
- 2013 : KOPF = KOPFNUSS, CAC Malaga, Malaga, ES
- 2014 : Mann o Mann, Tim Van Laere Gallery, Antwerp, BE
- 2015 : Ins Büro!, Corbett vs. Dempsey, Chicago, US
- 2016 : Holy Hauruck, M HKA, Antwerp, BE
- 2016 : Meister Stuten Stellvertreter, Tim Van Laere Gallery, Antwerp, BE
- 2017 : Kati Heck, Sadie Coles HQ, London, UK
- 2020 : Quadro, Deichtorhallen, Hamburg
- 2020 : Hauruck d'Orange, GEM, Den Haag[2]

## Expositions de groupe
- 2003 :
  - Sugar and Spice, Annie Gentils Gallery, Antwerp, BE
  - Camille-Huysmansprijs, Kunstencentrum Elzenveld, Antwerp, BE
  - Ithaka, Kunstencentrum Het Stuk, Leuven, BE
- 2004 :
  - Coming People, Leere X Visionen, Herford, DE
  - Nicole Klagsbrun Gallery, New York, US
  - Probeweise Gewalt auf Vorrat, Annie Gentils Gallery, Antwerp, BE
  - Freundschaftsmaschine, Annie Gentils Gallery, Antwerp, BE
- 2005 :
  - Bonds of Love, John Connelly Presents, New York US
  - 59. Badischer Kunstpreis, Museum Baden, Solingen, DE
- 2006 :
  - The Agency, London, UK
  - Beaufort Triennale Oostende, PMMK Ostend/ Bredene, Ostend, BE
  - View ten, Mary Boone Gallery, New York, US
- 2007 :
  - Pushing the Canvas, Cultuurcentrum Mechelen, Mechelen, BE
  - Status Questionis, Annie Gentils Gallery, Antwerp, BE
  - Feste, Annie Gentils Gallery, Antwerp, BESmall Stuff three, Beersel, BE
  - Welcome home, M HKA, Antwerp, BE
- 2008 : 
  - A Meeting between the tragic and the funny, Brakke Grond, Amsterdam, NL
  - A Meeting between the tragic and the funny, Hessenhuis, Antwerp, BE
  - Honorons Honoré, De Garage, ruimte voor actuele kunst, Mechelen, BE
  - UN-SCR-1325, Geukens en De Vil, Antwerp, BE
- 2009 : 
  - The State of Things (commissaires : Ai Weiwei et Luc Tuymans), Palais des beaux-arts de Bruxelles (Bozar), Brussels, BE
- 2010 : 
  - When will they finally see the power of drawing, Geukens & De Vil, Antwerp, BE
  - Powerhaus, Power Galerie, Hamburg, DE
  - Pop Art, Scheld’apen in NICC, Antwerp, BE
  - For your eyes only, De Markten, Brussels, BE
  - Works on paper, Stella Lohaus Gallery, Antwerp, BE
  - Changez! Een Belgenshow, 21Rozendaal, Enschede, NL
  - The State of Things- Contemporary art from China and Belgium (commissaires : Ai Weiwei et Luc Tuymans), National Art Museum of China, Beijing, CN
- 2011 : 
  - In the company of humour, Lokaal 01, Breda, NL
  - Herr Seagull and His Global Dustbreath, The Parachute Project, Wisconsin, US
  - A  Paper Trail, De Halle, Geel, BEKunstpreis Ikob, IKOB, Eupen, BE
  - FREESTATE II, Oosteroever, Ostend, BEAccrochage, Stella Lohaus Gallery, Antwerp, BE
- 2012 : 
  - Kamarama, Bruges, BE
  - Ni Mas ni menos, Galeria Mecanica, Sevilla, ES
  - Vacanza Permanente, NICC, Antwerp, BE
  - Painters' Painters, Saatchi Gallery, London, UK
  - Campaign, C24 Gallery, New York, US
- 2013 :  
  - Middle Gate, Geel, BE
  - Happy Birthday Dear Academie, MAS, Antwerp, BE
  - Het karakter van een collectie, M HKA, Antwerp, BE
  - Cadavre exquis. A ficure of painting, LLS 387, Antwerp, BE
- 2014 :  
  - Portray, Tim Van Laere Gallery, Antwerp, BE The Agency, London, UK
- 2015 :  
  - We will begin by drawing, we shall continue to draw and then we shall draw some more, Tim Van Laere Gallery, Antwerp, BE
  - Blickachsen, Bad Hamburg, Hamburg, DE
  - 50 years Middelheim Promotors, Musée de Sculpture en plein air de Middelheim, Antwerp, BE
  - De Zeven Hoofdzonden, Ronny Van de Velde, Knokke, BE
  - Run for the Roses, Tim Van Laere Gallery, Antwerp, BE
- 2016 :  
  - Tomorrow is a long time, Tim Van Laere Gallery, Antwerp, BE
  - Zot Geweld/ Dwaze Maagd, Hof van Busleyden, Mechelen, BE
- 2017 : 
  - #infiniteflowersplusone, Plus-one Gallery, Antwerp, BE